# Giovanni Casale
Giovanni Nicola Casale (ur. 20 stycznia 1980) – włoski judoka. Olimpijczyk z Pekinu 2008, gdzie zajął siódme miejsce w wadze półlekkiej.
Piąty na mistrzostwach świata w 2007. Uczestnik zawodów w 2003, 2005. Startował w Pucharze Świata w latach 1999–2004, 2007–2009, 2011. Srebrny medalista igrzysk śródziemnomorskich w 2005. Brązowy medalista MŚ wojskowych w 2006 roku.

## Letnie Igrzyska Olimpijskie 2008
| Konkurencja | Eliminacje           | Eliminacje           | Repasaże                     | Repasaże           | Repasaże             | Klas. końcowa |
| Konkurencja | Przeciwnik I         | Przeciwnik II        | Przeciwnik I                 | Przeciwnik II      | Przeciwnik III       | Miejsce       |
| ----------- | -------------------- | -------------------- | ---------------------------- | ------------------ | -------------------- | ------------- |
| 66 kg       | Felipe Novoa (CHL) Z | Pak Chol-min (PRK) P | Guwanç Nurmuhammedow (TKM) Z | Pedro Dias (POR) Z | Alim Gadanow (RUS) P | 7.            |